# Podallea exarmata
Podallea exarmata är en insektsart som först beskrevs av Bo Tjeder 1959.  Podallea exarmata ingår i släktet Podallea och familjen Berothidae. Inga underarter finns listade i Catalogue of Life.